# Armin Schwarz
Armin Schwarz (Neustadt an der Aisch, 16 juli 1963) is een Duits voormalig rallyrijder, die tussen 1990 en 2005 voor verschillende fabrieksteams actief is geweest in het wereldkampioenschap rally.

## Carrière
Armin Schwarz debuteerde in 1983 in de rallysport, achter het stuur van een Fiat 131. Daar wist hij zich op een snelle manier in te profileren. Met een Audi 200 quattro werd hij achtereenvolgend in 1987 en 1988 West-Duits rallykampioen. Met deze auto maakte hij in het 1988 seizoen ook zijn debuut in het wereldkampioenschap rally, in Groot-Brittannië, en maakte daarmee gelijk indruk door als vijfde te eindigen. Schwarz werd in het 1990 seizoen onderdeel van het fabrieksteam van Toyota, dat onder leiding stond van voormalig rallyrijder Ove Andersson. Een echte doorbraak werd hem echter verhindert door een ontketende Carlos Sainz als teamgenoot, die dat jaar met vijf overwinningen de wereldtitel op zich nam. Schwarz reed naar betere resultaten in zijn tweede seizoen voor het team. Dit werd beloond met een overwinning tijdens de WK-ronde in Catalonië, in zijn laatste optreden van het seizoen. Schwarz leidde de rally nagenoeg van start tot finish, ondanks dat hij tussendoor nog te maken kreeg met versnellingsbak problemen. Dit resultaat bracht hoe dan ook weinig voorspoed voor Schwarz in 1992, toen hij zich met een nieuw Toyota Celica GT-Four model niet wist te ontpoppen tot een kandidaat voor overwinningen en hij vervolgens ook op een zijspoor belandde bij Toyota. Voor het 1993 seizoen maakte hij een overstap naar Mitsubishi.
Het team van Mitsubishi introduceerde dat jaar de eerste evolutie van de Lancer Evo in het kampioenschap. Schwarz reed een geselecteerd programma voor het merk en zijn hoogtepunt van het seizoen was het behalen van een podium resultaat (de eerste voor dit model Lancer) in de Acropolis Rally, waar hij als derde eindigde. In het daaropvolgende seizoen eindigde hij nog eens twee keer op het podium, waaronder dit keer zelfs een tweede plaats in Griekenland. Tegen het einde van het seizoen zou hij echter worden vervangen door Tommi Mäkinen en voor 1995 maakte Schwarz een terugkeer bij Toyota. Inmiddels met de Celica ST205 reed Schwarz een seizoen als derde rijder in dienst van teamgenoten Juha Kankkunen en Didier Auriol. Zijn beste resultaten waren twee vierde plaatsen in Portugal en Nieuw-Zeeland. In Catalonië werd Toyota betrapt op het gebruik van een illegaal turbosysteem, waarbij meer lucht door de restrictor werd geperst dan toegestaan. De behaalde rijders- en constructeurspunten van dat jaar werden geschrapt en Toyota werd door de overkoepelende organisatie FIA voor twaalf maanden geschorst van deelname aan het WK. Schwarz werd in 1996 behouden door Toyota en reed in plaats van het WK een programma in het Europees kampioenschap rally. Een reeks aan podium resultaten en een tweetal overwinningen zag hem dat jaar de Europese titel op zijn naam schrijven. Vervolgens werd voor het 1997 seizoen gecontracteerd bij Ford, waar hij wederom de teamgenoot werd van Sainz. Met de Ford Escort WRC kon hij, ondanks het behalen van een paar belangrijke punten vroeg in het seizoen, niet genoeg indruk maken, los van het feit dat hij ook problemen ondervond met zijn sponsoring. Hij zou halverwege het seizoen vervangen worden door Kankkunen. Schwarz reed vervolgens enige tijd rond als privé-rijder, onder meer weer met activiteiten in het EK.

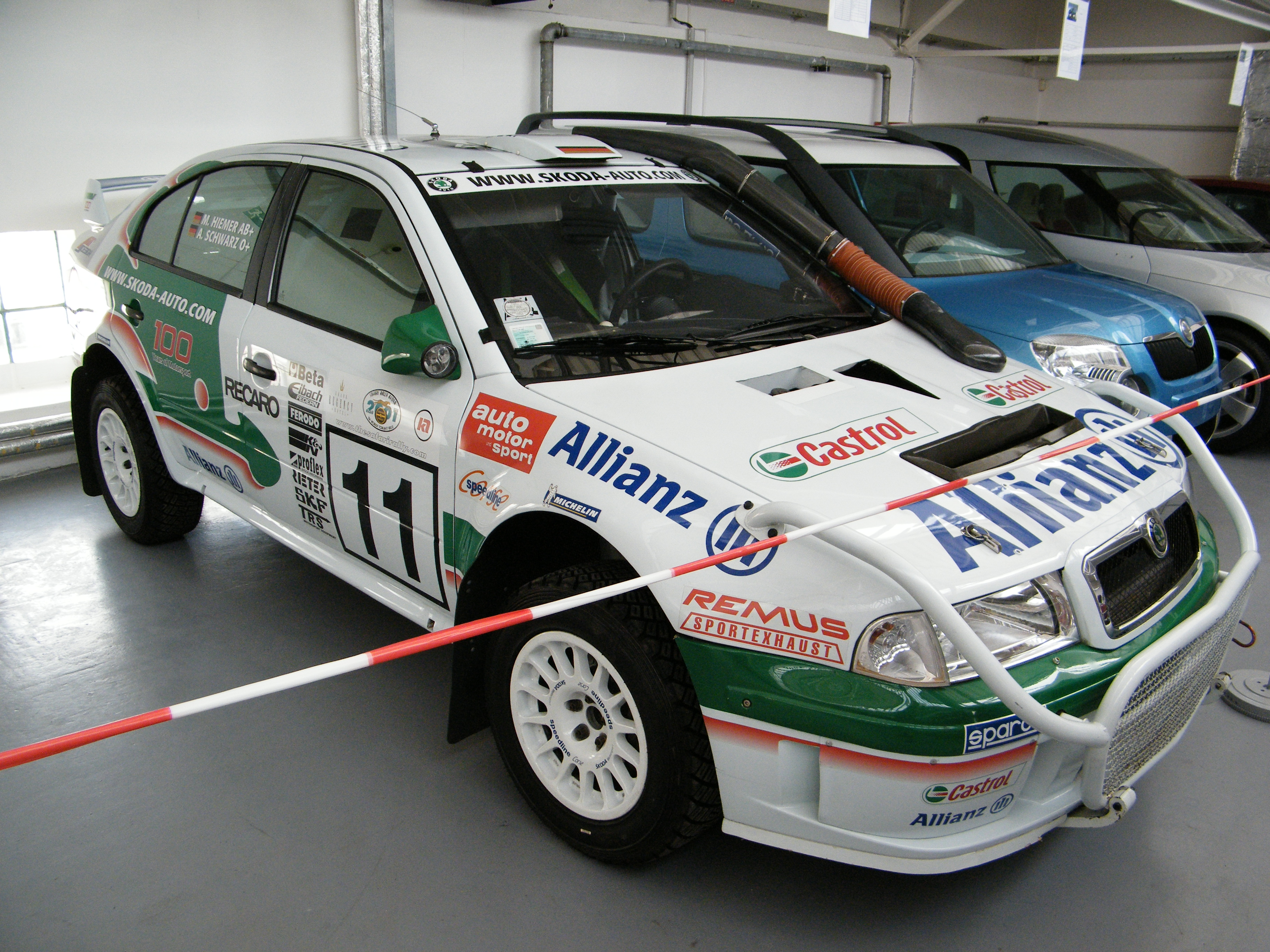
De Škoda Octavia WRC die Schwarz naar een derde plaats toe loodste tijdens de Safari Rally van 2001

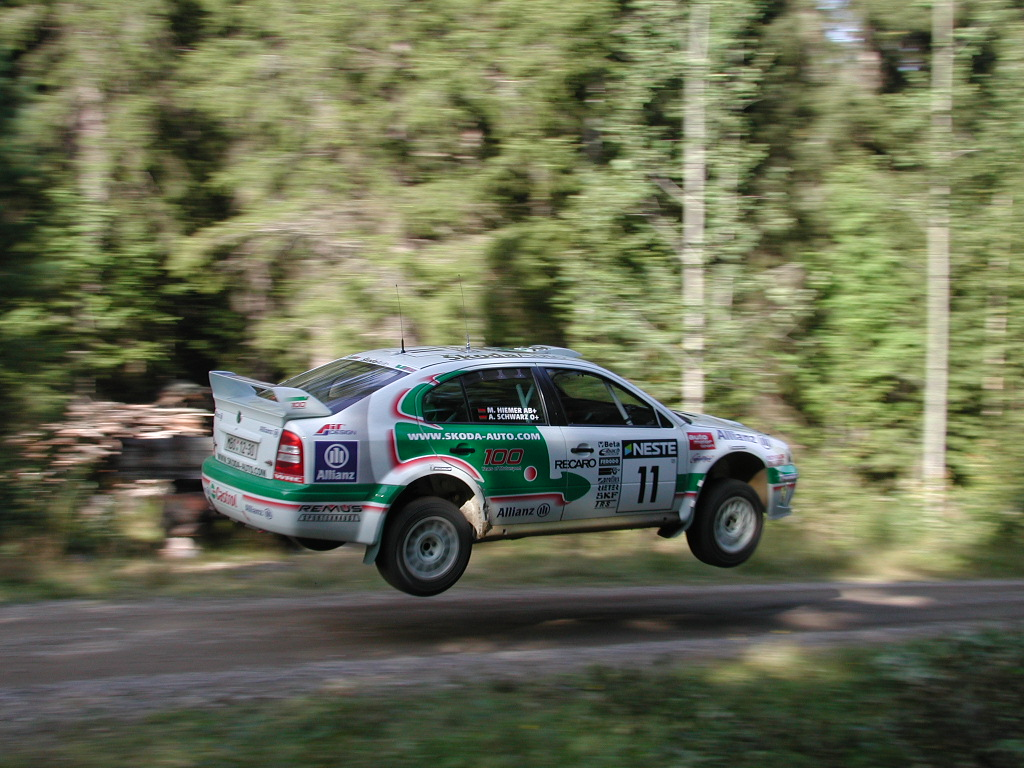
Schwarz actief met Škoda in Finland, in 2001

In het 199 seizoen keerde Schwarz echter weer terug bij een fabrieksteam, toen Škoda hem als kopman aanstelde binnen het team. Het merk debuteerde dat jaar de Škoda Octavia WRC in het kampioenschap, waarmee zij voor het eerst aantraden met een World Rally Car. De auto was in zijn eerste seizoen zeer onbetrouwbaar en tevens niet competitief. In 2000 ontstond er meer routine in de handen van Schwarz en hij behaalde zelfs een vijfde plaats in Griekenland; de enige punten die Škoda dat jaar zou scoren. De Octavia bleef echter een moeilijk handelbare auto die zich doorgaans niet kon meten met de top, maar Schwarz wist deze in enkele uitzonderingen toch tot verrassend goede prestaties te duwen, met als hoogtepunt het behalen van een derde plaats tijdens de Safari Rally in 2001. Dit was Škoda's eerste (en vooralsnog laatste) podiumfinish in een WK-rally. In hoop op meer succes, besloot hij in het 2002 seizoen een overstap te maken naar Hyundai, die op dat moment rondreden met de Hyundai Accent WRC. Deze keuze bleek echter geen vooruitgang te boeken voor Schwarz, aangezien hij in geen enkel geval een punt wist te scoren dat jaar. In het 2003 seizoen deed hij dit wel, maar ook Hyundai bleek niet in staat te zijn zich vooraan te kunnen mengen in het kampioenschap, en mede vanwege een gebrek aan financiële middelen trok het team zich zelfs nog voor het einde van het seizoen terug uit het kampioenschap. Schwarz werd vervolgens weer aangenomen bij Škoda, waar hij het team moest helpen aan de ontwikkeling van de nieuwe Fabia WRC, die het merk in 2003 nog zonder succes had gedebuteerd in het kampioenschap. In een geselecteerd programma in 2004, kon Schwarz echter het verschil niet maken en eindigde slechts eenmalig binnen de punten. Schwarz bleef desondanks kopman binnen het team in het daaropvolgende 2005 seizoen, maar de auto raakte dat jaar echter nog verder achterop. In een onzichtbaar seizoen voor Schwarz, wist hij pas tijdens de seizoensafsluiter in Australië een punt te scoren, wat tevens zijn laatste optreden zou zijn in een WK-rally. Škoda trok zich hierna terug uit het kampioenschap als fabrieksteam.

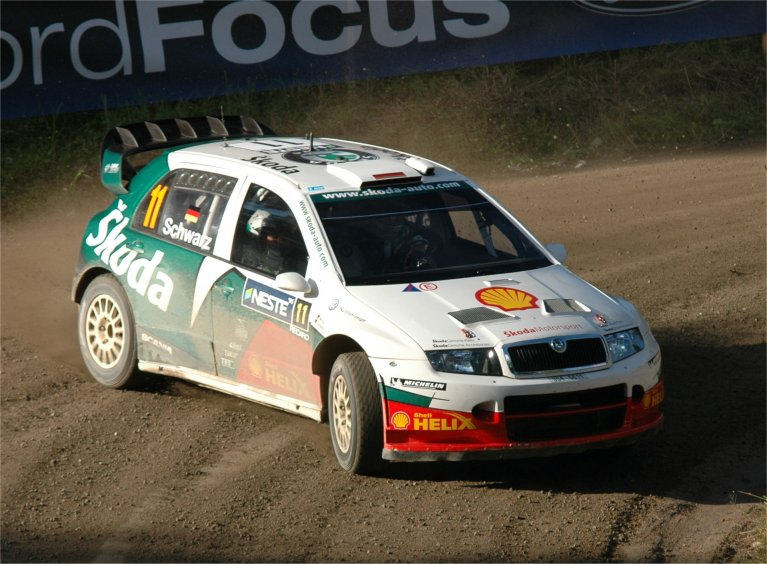
Schwarz met de Škoda Fabia WRC in Finland in zijn laatste actieve seizoen in het WK rally, in 2005

In 2006 fungeerde Schwarz buiten de cockpit om als teammanager van het zogenaamde Red Bull Škoda Team, waaronder het Tsjechische merk nog verder ging als semi-fabrieksinschrijving in het WK. De resultaten werden er echter niet beter op en het team werd na afloop van het 2006 seizoen alweer opgeheven. Sindsdien is Schwarz nog af en toe actief in historische rallyevenementen of demonstraties en deed hij ook werk als tv-commentator. In 2006, 2007 en 2008 nam hij met een Buggy deel aan de SCORE Offroad Racing Series, waaronder in de Baja 1000.
Schwarz is tegenwoordig woonachtig in Oostenrijk. Hij is getrouwd en heeft twee kinderen.

## Complete resultaten in het wereldkampioenschap rally
| Seizoen | Inschrijving             | Auto                     | 1       | 2       | 3       | 4       | 5       | 6       | 7       | 8       | 9      | 10      | 11      | 12      | 13      | 14      | 15     | 16    | Pos. | Punten |
| ------- | ------------------------ | ------------------------ | ------- | ------- | ------- | ------- | ------- | ------- | ------- | ------- | ------ | ------- | ------- | ------- | ------- | ------- | ------ | ----- | ---- | ------ |
| 1988    | Schmidt Motorsport       | Audi 200 quattro         | MON     | ZWE     | POR     | KEN     | FRA     | GRI     | VST     | NZL     | ARG    | FIN     | IVK     | ITA     | GBR 5   |         |        |       | 42   | 8      |
| 1989    | Schmidt Motorsport       | Audi 200 quattro         | ZWE     | MON     | POR     | KEN     | FRA     | GRI 8   | NZL     | ARG     | FIN 7  | AUS     | ITA DNF | IVK     | GBR DNF |         |        |       | 41   | 7      |
| 1990    | Toyota Team Europe       | Toyota Celica GT-Four    | MON 5   | POR DNF | KEN     | FRA DNF | GRI     | NZL     | ARG     | FIN     | AUS    | ITA DNF | IVK     | GBR 7   |         |         |        |       | 19   | 12     |
| 1991    | Toyota Team Europe       | Toyota Celica GT-Four    | MON 4   | ZWE     | POR DNF | KEN     | FRA DNF | GRI 5   | NZL     | ARG     | FIN 9  | AUS 3   | ITA 8   | IVK     | SPA 1   | GBR     |        |       | 6    | 55     |
| 1992    | Toyota Team Europe       | Toyota Celica Turbo 4WD  | MON DNF | ZWE     | POR DNF | KEN     | FRA 5   | GRI DNF | NZL     | ARG     | FIN    | AUS     | ITA     | SPA 5   | IVK     | GBR     |        |       | 19   | 16     |
| 1993    | Mitsubishi Ralliart      | Mitsubishi Lancer RS     | MON 6   | ZWE     | POR DNF | KEN     | FRA     | GRI 3   | ARG     | NZL     | FIN 9  | AUS     | ITA     | SPA     | GBR 8   |         |        |       | 12   | 23     |
| 1994    | Team Mitsubishi Ralliart | Mitsubishi Lancer RS     | MON 7   | ZWE     | POR     | KEN     | FRA     |         |         |         |        |         |         |         |         |         |        |       | 7    | 31     |
| 1994    | Team Mitsubishi Ralliart | Mitsubishi Lancer Evo II |         |         |         |         |         | GRI 2   | ARG DNF | NZL 3   | FIN    | AUS     | ITA DNF | SPA     | GBR     |         |        |       | 7    | 31     |
| 1995    | Toyota Castrol Team      | Toyota Celica GT-Four    | MON DNF | ZWE 9   | POR 4   | KEN     | FRA DNF | GRI     | NZL 4   | ARG     | FIN    | AUS 5   | ITA     | SPA DNF | GBR     |         |        |       | DSQ* | 30*    |
| 1996    | H.F. Grifone S.R.L.      | Toyota Celica GT-Four    | MON 3   | ZWE     | POR     | KEN     | IND     | FRA     | GRI     | ARG     | NZL    | FIN     | AUS     | ITA     | SPA     |         |        |       | –    | –      |
| 1996    | Toyota Castrol Team      | Toyota Celica GT-Four    |         |         |         |         |         |         |         |         |        |         |         |         |         | GBR 1   |        |       | –    | –      |
| 1997    | Ford Motor Co Ltd.       | Ford Escort WRC          | MON 4   | ZWE 6   | KEN 4   | POR 3   | SPA DNF | FRA 9   | ARG     | GRI     | NZL    | FIN     | IND     | ITA     | AUS     | GBR     |        |       | 8    | 11     |
| 1998    | R.E.D.                   | Ford Escort WRC          | MON     | ZWE     | KEN     | POR     | SPA     | FRA     | ARG     | GRI     | NZL    | FIN     | ITA     | AUS     | GBR 7   |         |        |       | –    | 0      |
| 1999    | Škoda Motorsport         | Škoda Octavia WRC        | MON DNF | ZWE     | KEN     | POR DNF | SPA DNF | FRA     | ARG     | GRI 12  | NZL    | FIN DNF | CHN     | ITA DNF | AUS     | GBR DNF |        |       | –    | 0      |
| 2000    | Škoda Motorsport         | Škoda Octavia WRC        | MON 7   | ZWE     | KEN 7   | POR 8   | SPA 11  | ARG     | GRI 5   | NZL     | FIN    |         |         |         |         |         |        |       | 18   | 2      |
| 2000    | Škoda Motorsport         | Škoda Octavia WRC Evo 2  |         |         |         |         |         |         |         |         |        | CYP DNF | FRA     | ITA 12  | AUS     | GBR 13  |        |       | 18   | 2      |
| 2001    | Škoda Motorsport         | Škoda Octavia WRC Evo 2  | MON 4   | ZWE DNF | POR DNF | SPA DNF | ARG DNF | CYP 9   | GRI 7   | KEN 3   | FIN 15 | NZL     | ITA DNF | FRA DNF | AUS     | GBR 5   |        |       | 12   | 9      |
| 2002    | Hyundai Castrol W.R.T.   | Hyundai Accent WRC2      | MON DNF | ZWE DNF |         |         |         |         |         |         |        |         |         |         |         |         |        |       | -    | 0      |
| 2002    | Hyundai Castrol W.R.T.   | Hyundai Accent WRC3      |         |         | FRA 13  | SPA 16  | CYP 7   | ARG DNF | GRI 9   | KEN DNF | FIN 13 | DUI DNF | ITA DNF | NZL 10  | AUS DNF | GBR DNF |        |       | -    | 0      |
| 2003    | Hyundai World Rally Team | Hyundai Accent WRC3      | MON 8   | ZWE 13  | TUR DNF | NZL DNF | ARG DNF | GRI DNF | CYP 7   | DUI 12  | FIN 12 | AUS 13  | ITA     | FRA     | SPA     | GBR     |        |       | 18   | 3      |
| 2004    | Škoda Motorsport         | Škoda Fabia WRC          | MON     | ZWE     | MEX     | NZL     | CYP     | GRI DNF | TUR     | ARG     | FIN 12 | DUI 11  | JPN     | GBR DNF | ITA DNF | FRA 8   | SPA 11 | AUS   | 33   | 1      |
| 2005    | Škoda Motorsport         | Škoda Fabia WRC          | MON DNF | ZWE     | MEX 9   | NZL 10  | ITA DNF | CYP 13  | TUR DNF | GRI 18  | ARG 16 | FIN 11  | DUI DNF | GBR 14  | JPN 10  | FRA DNF | SPA 11 | AUS 8 | 27   | 1      |

* In 1995 werd Toyota vanwege een regelovertreding gediskwalificeerd in beide het rijders- en constructeurskampioenschap.

#### Overwinningen
| # | Seizoen | Rally                              | Navigator  | Auto                  |
| - | ------- | ---------------------------------- | ---------- | --------------------- |
| 1 | 1991    | 27º Rallye Catalunya - Costa Brava | Arne Hertz | Toyota Celica GT-Four |

## Overige internationale overwinningen

#### FIA 2-liter wereldkampioenschap
| Seizoen | Rally                     | Navigator      | Auto                  |
| ------- | ------------------------- | -------------- | --------------------- |
| 1996    | 52nd Network Q RAC Rally* | Denis Giraudet | Toyota Celica GT-Four |

#### Europees kampioenschap rally
| Seizoen | Rally                         | Navigator      | Auto                  |
| ------- | ----------------------------- | -------------- | --------------------- |
| 1996    | 34th Manx International Rally | Denis Giraudet | Toyota Celica GT-Four |
| 1996    | 25th Cyprus Rally             | Denis Giraudet | Toyota Celica GT-Four |